# Zopherus xestus
Zopherus xestus är en skalbaggsart som beskrevs av Triplehorn 1972. Zopherus xestus ingår i släktet Zopherus och familjen barkbaggar. Inga underarter finns listade i Catalogue of Life.

## Bildgalleri

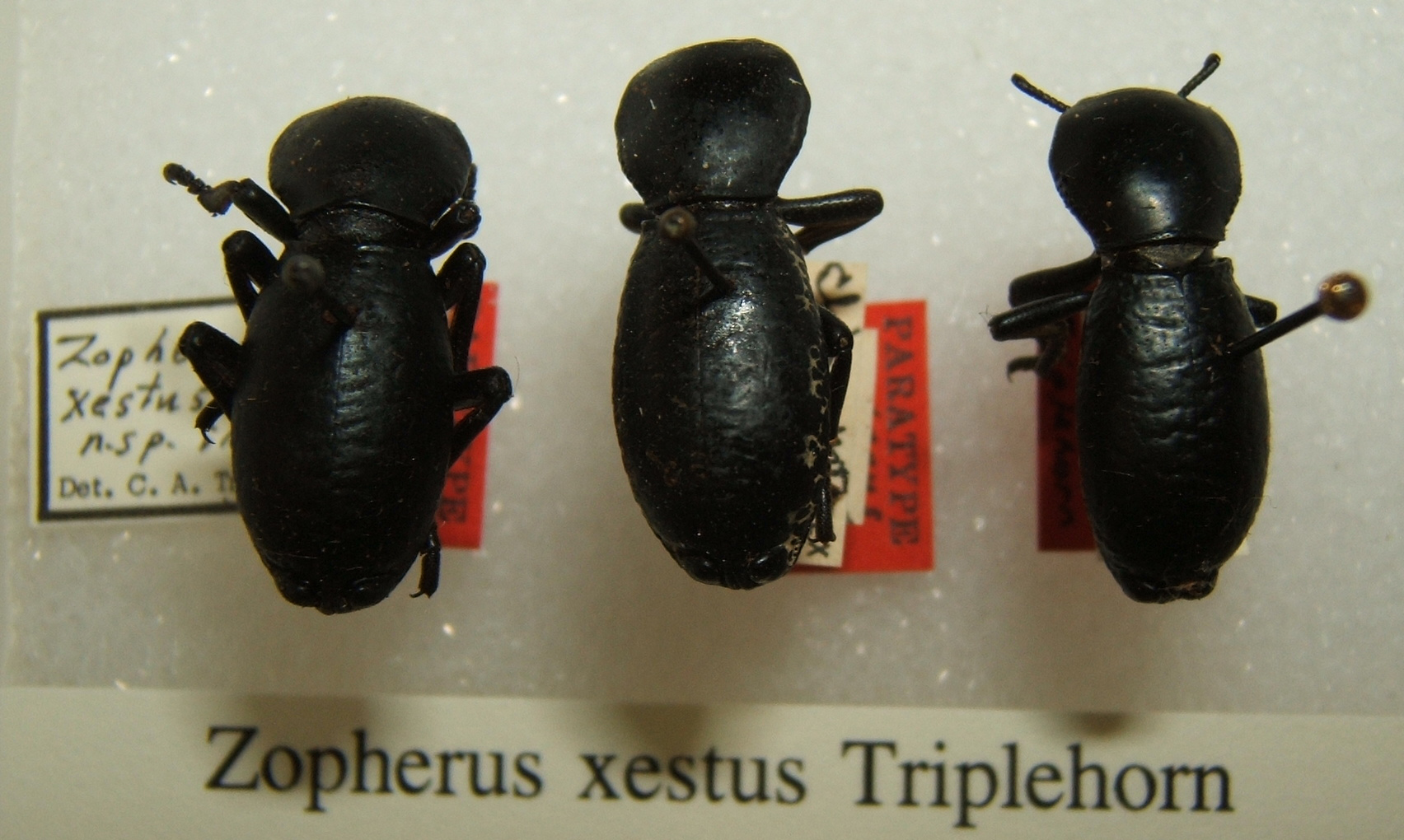